# Xibalba
(Popol Vuh)
Nella mitologia Maya Quiché Xibalbá (da pronunciare «Scibalbà») è l'oltretomba governato dagli spiriti della malattia e della morte. Il nome può essere collegato a «Xibinem» («Orrore») o a «Xibil» («Occulto»).

## Ubicazione
Nel XVI secolo Verapaz, l'ingresso di Xibalba, era tradizionalmente collocato in una grotta nei pressi di Cobán, Guatemala.
Alcuni dei discendenti Quiché delle popolazioni Maya che vivevano nelle vicinanze associano ancora quella stessa zona alla morte.
Anche alcuni sistemi di grotte nei dintorni di Belize sono ritenuti essere ingressi per Xibalba.
Un'altra manifestazione concreta di un accesso allo Xibalba è ritenuto essere dai Quiché la linea scura di separazione visibile nella Via Lattea.

## Abitanti
Xibalba è descritto nel Popol Vuh come una corte al di sotto della superficie terrestre. Non è chiaro se gli abitanti di Xibalba siano le anime dei defunti o una razza separata di esseri che venerano la morte, ma essi sono spesso rappresentati in forma umana. L'ipotesi secondo la quale siano Dèi è superata e smentita dall'affermazione della Dèa Xquic nel Popol Vuh: «Perché seguite le persone forti, se poi anche loro muoiono?» parlando con i servitori di suo padre, signore di Xibalba.
Xibalba è associato con la morte ed è governato da dodici potenti sovrani conosciuti come i Signori di Xibalbà. I primi tra i Signori sono Hun Camé [«Una Morte»] e Uucub Camé/Vucub Came [«Sette Morte»]. Ci si riferisce spesso agli altri dieci Signori come a dèmoni, ai quali è concesso il dominio su vari modi di morire: morte violenta, per overdose di droga, improvvisa, per ittero e via dicendo.
Gli altri abitanti di Xibalba sono considerati essere caduti sotto il dominio dei Signori, e si pensa vaghino sulla Terra per dispensare le piaghe portate dai loro padroni. Di loro il Popol Vuh fa raramente menzione e non agiscono nelle vicende, sottomettendosi alla volontà dei Signori e di Hunahpú e xbalanqué dopo la caduta.
Come altri abitanti di Xibalba nominati dal Popol Vuh abbiamo: Xquic, figlia del Signore Cuhcumaquic, infrange la legge di Xibalba fornicando con il cadavere di Hun Hunahpú generando Hunahpú e Xbalanqué; Xulú e Pacam, consiglieri dei Signori, sebbene siano contro di loro e aiutino per la loro caduta; i quattro Gufi (Gufo Freccia, Gufo Una Sola Gamba, Gufo Testa e Gufo Rosso Brillante), scorta dei Signori e loro servitori finché non fuggono con Xquic.

## Struttura
Xibalba è un luogo vasto, e numerose sue singole strutture o luoghi sono descritti o menzionati nel Popol Vuh.
I principali di questi sono il luogo di concilio dei Signori, le cinque o sei case che servivano come prime difficoltà di Xibalba, e la corte di Xibalba.
Vengono anche menzionate le case dei Signori, i giardini, e altre strutture che indicano che Xibalba è almeno una grande città, piena di difficoltà, prove e trappole per chiunque entri. Persino la strada per Xibalba è piena di ostacoli: prima un fiume colmo di scorpioni, uno di sangue, e uno di pus. Oltre questi si trova una crocevia presso il quale i viaggiatori devono scegliere tra quattro strade che parlano nel tentativo di confondere e ingannare (in cima alla pagine c'è un estratto dal Popol Vuh che lo descrive meglio). Dopo aver passato questi ostacoli si arriva al luogo del concilio di Xibalba, dove i visitatori incontrano i Signori in seduta. Manichini realistici sono seduti vicino ai Signori per confondere e umiliare le persone che li salutano, e i confusi vengono allora invitati a sedersi su di una panchina, che è in realtà una piastra rovente per cucinare. I Signori di Xibalba si divertono umiliando le persone in questo modo prima di inviarle ad una delle tante prove mortali.
La città è la sede di almeno sei pericolose case, piene di prove per i visitatori.
Sono:
- La «Casa Buia», in cui per fare luce si devono usare delle torce da NON consumare; in questa sfida fallirono gli Dèi Hun Hunahpú e Uucub Hunahpú.
- La «Casa dei Rasoi», piena di rasoi che si muovono di spontanea volontà.
- La «Casa Fredda», in cui ci sono tempeste troppo fredde per sopravvivere.
- La «Casa Calda», brulicante di fuoco e lava.
- La «Casa dei Giaguari», in cui i Giaguari devono mangiare le persone.
- La «Casa dei Pipistrelli», la “sfida” più pericolosa di Xibalbà: dei pipistrelli, fra cui «Camazotz», tentano di uccidere con gli artigli le vittime; in questa sfida viene ucciso il Dio Hunahpú.

## Xibalba nella cultura moderna
- Xibalba è il titolo dell'album della band internazionale Ershetu.
- Il luogo è rappresentato nei film The Fountain - L'albero della vita (dove ha forma di nebulosa), e La strada per El Dorado (dove è un vortice che, in realtà, collega El Dorado al fiume che si trova all'ingresso della città).
- Nel videogioco Persona 2: Innocent Sin, Xibalba è l'astronave dei Maiya, una razza di alieni con il potere delle stelle. Nell'attualità, è il mondo dell'inconscio collettivo.
- Xibalba è il nome di una chiesa trasformata in un night per i modern primitive, una comunità di modificazione del corpo nel film Strangeland.
- Nel videogioco Tomb Raider: Underworld, in Messico del Sud, Lara Croft apre un accesso a Xibalba sotto un Campo di gioco maya, rinvenendo nelle sue profondità la mitica cintura di Thor, il dio norreno del tuono (Da notare le camera che affronta, che richiamano quelle della mitologia).
- Xibalba è il nome di una canzone del gruppo scozzese dei Mogwai.
- Xibalba è anche il nome di una band Visual kei giapponese.
- Nel videogioco Wizard101, Xibalba viene rappresentato come una gigantesca meteora che minaccia un mondo chiamato Azteca, mondo ispirato a leggende sudamericane.
- Xibalba è uno dei personaggi principali nel ruolo di sovrano del Regno dei Dimenticati nel film Il libro della vita, prodotto nel 2014 da Guillermo del Toro, Aaron Berger, Brad Booker e Carina Schulze.
- Xibalbà è citato indirettamente nella canzone The Book of Souls tratta dall'omonimo album della band inglese Iron Maiden, che parla della cultura e dell'impero Maya.
- Xibalba è il titolo di un albo di Martin Mystère, il numero 346, sceneggiato da Andrea Voglino e illustrato da Rodolfo Torti.
- Xibalba è nominata nella serie televisiva americana Dal tramonto all'alba, in particolare nella terza stagione.
- Xibalba è il nome di una canzone del gruppo Death Metal Aeternam
- Nella miniserie a fumetti di Grant Morrison "Namless" Xibalba è il nome di un asteroide in rotta di collisione con la Terra preceduto da un'aurea di malvagità, follia e sofferenza
- Nei romanzi di Michael Scott (scrittore) della serie I segreti di Nicholas Flamel, l'immortale, è un Regno d'Ombra neutrale utilizzato come collegamento tra numerosi altri Regni d'Ombra.
- Nel lungometraggio d'animazione La strada per Eldorado viene inteso come il mondo degli spiriti.